# Ribes lentum
Ribes lentum là một loài thực vật có hoa trong họ Grossulariaceae. Loài này được (M.E. Jones) Coville & Rose miêu tả khoa học đầu tiên năm 1902.